# Cobaltkieserite
La cobaltkieserite è un minerale appartenente al gruppo della kieserite.

## Etimologia
Il nome deriva dalla composizione chimica: è una kieserite ricca di cobalto.